# Psicoterapia adleriana
La psicoterapia adleriana è una psicoterapia psicodinamica basata sugli assunti teorici della Psicologia individuale di Alfred Adler: l'uomo è una unità mente/corpo indivisibile, originale e coerente nelle sue manifestazioni; il suo comportamento, espressione di un progetto solo in parte cosciente, è teleologicamente orientato al perseguimento di una maggiore stabilità e sicurezza. Quando eventi esistenziali improvvisi, relazioni interpersonali negative, insuccessi personali o professionali, imprevisti, modificano l'immagine di sé ed il valore dei propri obiettivi, la persona diviene insicura e disorientata.
La metodologia adleriana, indipendentemente dall'eziopatogenesi di eventuali disturbi mentali correlati, può supportare colui che, "con un'erronea opinione di sé e del mondo, cioè con mete erronee e con un erroneo stile di vita, ricorrerà a varie forme di comportamento anormale allo scopo di difendere la propria opinione quando si trova a fronteggiare situazioni per le quali non si sente preparato a causa delle sue idee, e quindi teme un insuccesso".

## Il setting
Il setting adleriano, cioè il luogo in cui avvengono i colloqui e le modalità di svolgimento degli stessi, è caratterizzato dal clima di tranquillità ed accoglienza che permea l'ambiente e la relazione tra paziente e terapeuta "in un rapporto libero e, se non proprio paritario, almeno non troppo distante, fra due persone".
Per favorire la comunicazione e per poterne cogliere anche gli aspetti non verbali, talvolta più esplicativi delle stesse parole, terapeuta e paziente siedono comodamente, di fronte, con l'intento di poter cogliere, entrambi, quanto l'altro esprime anche attraverso il tono della voce, la postura, la gestualità, le espressioni del volto. "Il terapeuta ha certamente una prevalenza di ruolo, ma si propone come un essere umano solidale, con sue caratteristiche non mascherate, disposto a offrire la sua esperienza e a confrontare le sue opinioni con quelle del paziente. Nell'ambito di un programma di questo tipo, che esige la spontaneità, non sembrano ammissibili collocazioni spaziali rigide e immobilistiche.".
Anche la narrazione deve essere libera: "Il paziente che prende l'iniziativa nella comunicazione non deve ... essere interrotto per un tempo sufficiente a dargli la garanzia di essere ascoltato, poiché ciò serve ad alleviare la sua ansia"; "Sin dal primo colloquio è importante assicurare il paziente che tutto ciò che racconta o potrebbe raccontare sarà tenuto nella più stretta confidenza".
Inizialmente, non è importante seguire uno schema preordinato nella raccolta delle informazioni (ciò avverrà successivamente), quanto piuttosto consentire ad entrambe le persone, psicoterapeuta e paziente, di familiarizzare, conoscersi, sintonizzarsi sulla stessa lunghezza d'onda, strutturare un linguaggio comune, accordarsi negli intenti. L'unicità e irripetibilità di ogni persona fa sì che il "trattamento" di ciascun paziente preveda un certo grado di "personalizzazione": la coppia, costituita dal terapeuta e dal paziente, pur nel rispetto delle indicazioni metodologiche, concorderà, per ciascun caso, le regole dell'accordo terapeutico e le modalità dell'interazione.

## Il percorso psicoterapeutico
Il percorso psicoterapeutico adleriano è rappresentato dalla ricerca degli obiettivi da perseguire e delle mete da raggiungere per garantire una corretta realizzazione del proprio programma evolutivo: "il bisogno di pianificare il proprio futuro, di immaginare un domani più appagante e più sicuro del presente, è lo scopo essenziale dell'esistenza"; quindi, per formulare il progetto più idoneo al raggiungimento del traguardo, l'attenzione va rivolta più al fine che alla causa di un comportamento.
"Il fine ultimo è la meta prevalente verso cui si indirizza tutta la vita psichica di un individuo. Questo concetto comporta che l'orientamento interpretativo seguito dalla psicologia adleriana tenda a inquadrare le manifestazioni psichiche e comportamentali, normali e patologiche, alla luce dello scopo, conscio o inconscio, che si propongono".
Fin dalla prima infanzia il bambino raccoglie dati, crea relazioni tra gli eventi e giunge a conclusioni seguendo, però, opinioni, considerazioni e valutazioni formulate quando le capacità critiche e razionali sono ancora carenti. Il lavoro psicoterapeutico consiste, perciò, nella revisione, rivalutazione e comprensione dello schema interpretativo al fine di correggerne gli errori strutturali.
Le tappe fondamentali della psicoterapia, anche se non si succedono in modo rigido e lineare, ma variano a seconda delle peculiarità del caso e del momento, sono convenzionalmente suddivise in:

### 1) Raccolta dei dati
Il primo obiettivo da esplorare è la richiesta di psicoterapia: il disagio percepito è spesso ricondotto dal soggetto ad un accadimento o ad una serie di circostanze interpretati come determinanti. In qualche modo la persona ha già tracciato - e non senza fatica - il suo quadro diagnostico-interpretativo. Bisogna, però, prendere atto che, se il malessere persiste, ciò non deriva dall'impossibilità di trovare una soluzione, ma dall'aver adottato, forse, un metodo inadeguato. La psiche è complessa e pertanto cause apparentemente diverse possono convergere nel determinare un sintomo, così come situazioni analoghe non sono sempre assimilabili nei loro effetti. Insieme, terapeuta e paziente, indagheranno, processeranno, esploreranno i fatti per giungere alla soluzione più opportuna ed efficace.
In questa fase è perciò utile chiarire, almeno nelle sue linee essenziali, le caratteristiche del modello terapeutico indicando le finalità e gli scopi della metodologia, valutando anche se il metodo adleriano risponde alle richieste del caso o suggerendo, senza abbandonare il paziente a se stesso, tecniche e terapie diverse ritenute più idonee.
Altrettanto importanti sono le aspettative che la persona nutre nei confronti di questa esperienza; il compito dell'analista non è quello di dispensare consigli o di suggerire soluzioni relative a questioni specifiche. "Fin dall'inizio il terapeuta deve chiarire che la responsabilità della cura è affare del paziente poiché, come dice saggiamente un proverbio inglese, ‘si può condurre un cavallo fino all'acqua, ma non si può costringerlo a bere'. Infatti, il terapeuta può solo individuare gli errori ma è il paziente che deve modificare il modo di vivere". "Il mutamento del paziente deriva solo dalla sua opera".
Pagani, definisce il terapeuta come uno sherpa: questi uomini, che vivono sulle alture del Nepal, a quote elevate, si guadagnano da vivere accompagnando i turisti verso mete definite; compito dello sherpa è scegliere il percorso più adatto a quel tipo di persona, istruendolo e mettendolo in guardia dai pericoli e facendosi carico, se necessario, del bagaglio affinché la persona, non avvezza a quelle altitudini, possa affrontare più facilmente il viaggio. Ma non è suo compito né discutere la meta, né tentare di modificare il progetto: egli è semplicemente un esperto dei luoghi ed un tecnico. Allo stesso modo lo psicoterapeuta "condurrà" il paziente alla meta, da lui prefissata, aiutandolo ad individuare un nuovo modo di concepire se stesso e di rapportarsi al mondo.
Poiché nell'intervento psicoterapeutico adleriano la relazione terapeuta/paziente riveste un ruolo primario, è importante che, prima di avviare concretamente il lavoro, si sia verificato se c'è sintonia tra paziente e terapeuta (transfert) e viceversa (controtransfert).

### 2) Ricerca dei significati
Una parte fondamentale del primo/secondo colloquio è dedicata alla ricostruzione del quadro della situazione attuale rappresentata della vita di relazione, dai rapporti affettivi e sessuali, dallo studio o dal lavoro, dagli interessi in ogni campo, dai progetti, anche solo ipotizzati, dai ricordi, dalla descrizione delle persone che costituiscono l'entourage. Attraverso questi dati è possibile cominciare a definire lo Stile di vita, impronta unica e personale, attraverso cui ciascuno rappresenta se stesso e la propria vita secondo una considerazione del tipo: "Io sono così, il mondo è così, quindi....". Ad esempio, l'idea che: "Io sono debole, il mondo è ostile, qualcuno deve proteggermi", oppure "Io sono piccolo, il mondo mi sovrasta, quindi devo aggredirlo", poteva risultare probabile nell'infanzia ma, in età adulta, è indubbiamente inadeguata e deve essere modificata.
Una corretta psicoterapia adleriana nasce, ricreata ogni volta, ma non improvvisata, dalla nuova coppia paziente/terapeuta, articolandosi creativamente "sulla collaborazione solidale dei due protagonisti, su tempi di sviluppo non rapidi ma già arricchiti dalla reciproca comprensione, su possibili sofferenze e resistenze rese però meno temibili dalla garanzia di una compartecipazione emotiva dell'operatore, sulla progettazione di una propria autonomia, nel contempo salda e aperta allo scambio affettivo-emotivo con l'ambiente".

### 3) Interpretazione dei simboli
Come in ogni altro approccio psicodinamico, anche nella Psicologia individuale ciò che è inconscio è di estremo interesse per l'intervento psicoterapeutico. È "sufficiente pensare all'influenza, sulle scelte professionali, esercitata dai buoni risultati o, al contrario, dagli insuccessi scolastici; oppure al peso delle prime esperienze affettive e sessuali, nel condizionare la vita sentimentale e di coppia". Nella visione adleriana dell'unità della psiche, il mondo inconscio, non immediatamente visibile, si può paragonare all'energia che muove una macchina, mentre ciò che è cosciente ed appare è il lavoro realizzato dalla stessa.
Un secolo di psicoanalisi ha indotto, nell'opinione comune, l'idea dell'inconscio come "luogo" della psiche in cui vengono relegati tutti i fatti e le opinioni inammissibili per la "coscienza" del soggetto. Adler descrive, invece, l'inconscio come uno stato della mente, sconosciuto, ma conoscibile, forte, importante nel determinare il comportamento e la sua direzione verso l'obiettivo, tanto quanto lo sono le motivazioni coscienti. I processi inconsci si esprimono, attraverso simboli e metafore, nel ricordo dei fatti accaduti, nelle associazioni spontanee di pensieri ed immagini, nei sogni, nelle fantasie ad occhi aperti. Il sogno, secondo l'interpretazione finalistica adleriana, costituisce un "ponte gettato dall'individuo verso il suo futuro", un collaudo preventivo di un progetto non ancora ben definito".
Ma il linguaggio onirico è in grado di esprimersi solo per "immagini mentali" nelle quali si possono ritrovare assemblati anche più significati simbolici. "Sarà preciso compito della psicoterapia decodificare immagini, simboli, metafore e allegorie, ritraducendoli in concetti verbalizzabili, cioè espressi a parole e comprensibili per la coscienza".
Per la Psicologia Individuale non esistono solo simboli "universali" mediante i quali interpretare il vissuto soggettivo espresso dal sogno. Il simbolo è il prodotto di una "costruzione personalizzata: l'esperienza singolare di ciascun essere umano può assegnare a determinate immagini o situazioni un suo valore privato, capace di distaccarsi, talvolta in modo decisivo, anche allegorico, dagli schemi della logica contingente cui ogni individuo si richiama".
Nel corso dei primi due o tre colloqui gli elementi, che emergono dalla narrazione del soggetto, vengono confrontati tra loro, alla ricerca di un significato simbolico che li accomuni, ordinati nella successione teleologica, sistematizzati alla ricerca degli "errori" interpretativi. Se l'ipotesi formulata è condivisa da paziente e terapeuta è possibile progettare l'intervento psicoterapeutico. "Il lungo viaggio analitico richiede un particolare impegno di collaborazione fra terapeuta e paziente, occorre che i suoi due protagonisti osservino dei punti d'intesa, precedentemente chiariti e accettati nell'accordo analitico... Le situazioni di partenza sono assai diverse e ciascuna di esse richiede un approccio mirato adeguandosi alle sfumature di ogni individuo".

### 4) Il nuovo orientamento e il suo collaudo
Acquisite le informazioni necessarie a delineare il rapporto tra il piano di vita cosciente e gli obiettivi inconsci, il terapeuta deve "gradualmente rendere consapevole il paziente del carattere fittizio della meta e dello Stile della sua vita", illustrando i "punti deboli" del suo progetto.
In questa fase, che si connota come la più rilevante ai fini del trattamento, l'obiettivo è formulare "un nuovo punto di vista" ,una nuova interpretazione dei fatti, abbandonando, se possibile, gli aspetti disfunzionali del proprio Stile di vita. Nel setting adleriano, grande importanza è attribuita all'atteggiamento di ascolto empatico del terapeuta, che, come dice Adler "deve vedere con i suoi (del paziente) occhi, sentire con le sue orecchie…."
I tempi e le modalità di acquisizione sono strettamente personali ed imponderabili; i momenti di incertezza devono essere supportati affinché non determinino scoraggiamento e abbandono del lavoro terapeutico. Don Dinkmeyer e Rudolf Dreikurs, affermano che "l'incoraggiamento è uno degli aspetti più importanti di ogni sforzo correttivo". Occorre precisare che per Adler incoraggiare non è lodare, anzi, è cercare di ottenere il miglioramento, non la perfezione, stimolare, non spingere oltre le reali possibilità, apprezzare più l'impegno che non i risultati, non considerare gli errori come insuccessi, aiutare l'individuo ad avere il coraggio di essere imperfetto. "Il coraggio è soprattutto il modo di sentire e di operare in contrapposizione ai pericoli (effettivi o presunti, ma sempre percepiti come reali) e alle loro conseguenze. Il coraggio, infatti, è una manifestazione di autostima e di sicurezza".
L'incoraggiamento, strumento fondamentale dei trattamenti adleriani, "riattiva la fiducia in se stessi, ristabilisce la capacità di affrontare sia le situazioni contingenti dell'esistenza, che quelle imprevedibili, e non consente mai all'individuo di sentirsi uno sconfitto, neppure in caso di insuccesso nella realizzazione di un progetto". Una visione troppo focalizzata sul cambiamento può condurre a frustrazione, viceversa, la percezione del processo evolutivo nella sua globalità consente di verificare i passi compiuti, la distanza percorsa dall'inizio del trattamento, lo spazio ancora da colmare per poter giungere all'obiettivo. "Per una buona riuscita del "processo d'incoraggiamento" è, però, indispensabile che il terapeuta, nell'offrire il suo sostegno solidale, non trascuri l'interpretazione delle cause dello scoraggiamento".
Talvolta la fretta di ottenere risultati, se non vi sono oggettive scadenze improrogabili, è un modo per distogliere dall'operatività. La fretta è una resistenza. Resistenza ad accordarci tutto il tempo di cui abbiamo bisogno, resistenza a concederci uno spazio personale, resistenza a modificare le nostre abitudini. Oppure fatti nuovi e nuove difficoltà oggettive possono ritardare questo processo di trasformazione. Ma non esistono scorciatoie per raggiungere obiettivi importanti. Ciascuna fase dell'analisi del proprio Stile di vita deve essere affrontata, approfondita, compresa, acquisita secondo tempi e modalità diverse e personali.

### 5)La fine della psicoterapia
"Quando un'analisi può considerarsi conclusa? La fine del trattamento deve essere decisa dal terapeuta o dal paziente? Risponderò a questi interrogativi esprimendo delle opinioni personali, poiché la scuola adleriana non è vincolante neppure in questo settore. È mio parere, maturato dal controllo dell'esperienza, che debba essere l'analizzato a decidere il termine del suo rapporto continuativo con l'analista. L'interruzione d'imperio di una psicoterapia analitica induce quasi sempre una sindrome d'abbandono e sposta sulle relazioni con l'ambiente i problemi non risolti all'interno della situazione d'analisi. D'altra parte nessun paziente continua un trattamento di cui non avverta più la necessità e segnala a vari livelli, direttamente o indirettamente, il suo bisogno di collaudo autonomo o la sua insoddisfazione".

## La psicoterapia come filosofia
Nonostante sia trascorso più di un secolo dalla nascita della Psicoanalisi, la psicoterapia è ancora oggi percepita come intervento necessario solo in caso di disturbi mentali conclamati. La psicoterapia adleriana è esperienza di un modo di vedere ed analizzare gli eventi che, una volta acquisito, non ci abbandonerà; una "filosofia di vita" capace di integrarsi con qualsiasi ideologia o credo, senza modificarne sostanzialmente la struttura.
La "filosofia" della Psicologia Individuale si basa sull'idea del comportamento, teleologicamente indirizzato al raggiungimento della meta finale; utilizzando il passato (ricordi, eventi ed emozioni vissute) ed il futuro (meta) come punti di riferimento è possibile individuare l'attuale posizione della persona rispetto alla traiettoria della sua vita e la distanza dal traguardo (meta finale). "Chi sa che continuerà a vivere nell'immagine dei propri figli ed è consapevole del valore del proprio contributo allo sviluppo della cultura, non ha paura né di invecchiare né di morire".
La possibilità di richiamare l'attenzione sul percorso effettuato, individuando le scelte compiute e le loro conseguenze, la possibilità di intervenire sul corso degli eventi imprimendo loro una connotazione più favorevole, la comprensione dell'errore, determinato dal perseguimento di una meta fittizia, conduce ad una svolta decisiva ed al dirottamento verso un percorso di vita più utile ed efficace. Non si tratta di un'esplorazione ossessiva dei propri errori per rammaricarsene, ma della comprensione che l'errore è, in ogni caso, produttore di conoscenza.
Come afferma Martin Buber, contemporaneo di Adler e come lui viennese e profondo conoscitore della cultura ebraica, quando Adamo smarrisce la via, tenta di nascondersi agli occhi di Dio, ma ciò è impossibile poiché Dio è l'Onnisciente. Per potersi sottrarre alla responsabilità del suo errore, Adamo deve ricorrere ad un altro artificio: nascondere a se stesso l'impossibilità di nascondersi a Dio. Così, di nascondimento in nascondimento, l'uomo spreca l'opportunità di imparare dagli errori commessi. Quando Dio gli chiede: “Dove sei?” certamente non lo fa per avere un'indicazione che già conosce, ma per indurlo a chiedersi: “Dove mi trovo?”. Ed Adamo risponde, più a se stesso che a Dio, “Mi sono nascosto”, cioè ho tentato di sfuggire alle mie responsabilità. Quando Adamo riconosce il suo errore speculativo compie il primo, più importante, passo di un nuovo cammino.
Ogni uomo è chiamato a realizzare la sua opera terrena seguendo una via scelta nel rispetto delle caratteristiche individuali. Buber scrive: "Con ogni uomo viene al mondo qualcosa di nuovo che non è mai esistito, qualcosa di primo e unico… Ciascuno è tenuto a sviluppare e dar corpo proprio a questa unicità ed irripetibilità, non invece a rifare ancora una volta ciò che un altro – fosse pure la persona più grande – ha già realizzato". Unicità ed irripetibilità sono, secondo Adler e Buber, gli elementi da cui partire per far evolvere se stessi con creatività. La psicologia adleriana si basa proprio sulla creatività dell'uomo.
Come scrive Parenti: "L'ultimo Adler, il più maturo, che aveva elaborato appieno l'edificio teorico e la metodologia applicativa della Psicologia Individuale, mise a punto l'ipotesi di una specifica funzione creativa della mente umana, indispensabile per la continua ricerca di nuove soluzioni, senza le quali la vita psichica non potrebbe sussistere. Egli denominò questa dote Sé creativo". Ed è proprio il Sé creativo che, nella ricerca evolutiva, ci sostiene nell'individuare, in ogni momento, adattamenti nuovi e più interessanti.